# Kakdihi
Kakdihi é uma vila no distrito de Medinipur, no estado indiano de Bengala Ocidental.

## Demografia
Segundo o censo de 2001, Kakdihi tinha uma população de 4879 habitantes. Os indivíduos do sexo masculino constituem 52% da população e os do sexo feminino 48%. Kakdihi tem uma taxa de literacia de 76%, superior à média nacional de 59,5%: a literacia no sexo masculino é de 83% e no sexo feminino é de 68%. Em Kakdihi, 11% da população está abaixo dos 6 anos de idade.